# Tor tambroides
Tor tambroides es una especie de peces de la familia Cyprinidae en el orden de los Cypriniformes.

## Morfología
Los machos pueden llegar alcanzar los 100 cm de longitud total.

## Hábitat
Es un pez de agua dulce.

## Distribución geográfica
Se encuentra en Malasia, Birmania, Sumatra,  Java, Borneo (incluyendo los ríos Chao Phraya, Mekong, Salween y Maeklong ).